# Lyreus
Lyreus is een geslacht van kevers uit de familie somberkevers (Zopheridae).

## Soorten
Deze lijst is mogelijk niet compleet.
- L. alleni
- L. caneparii
- L. septemstriatus
- L. subterraneus